# Ximena Fernández
Ximena Fernández (? - ca. 1035) fou reina consort de Navarra (994-1004). Era la filla de Ferran Bermúdez, era rebesneta per part de pare d'Ordoni I d'Astúries. Vers el 981 es casà amb Garcia III Sanxes II de Navarra, amb qui tingué quatre fills:
- l'infant Sanç III de Navarra (vers 992-1035), rei de Navarra, comte d'Aragó i pel seu matrimoni amb Múnia I, rei de Castella.
- la infanta Urraca de Navarra, casada el 1023 amb Alfons V de Lleó
- l'infant Garcia de Navarra
- la infanta Elvira de Navarra